# 埃德爾魏斯峰

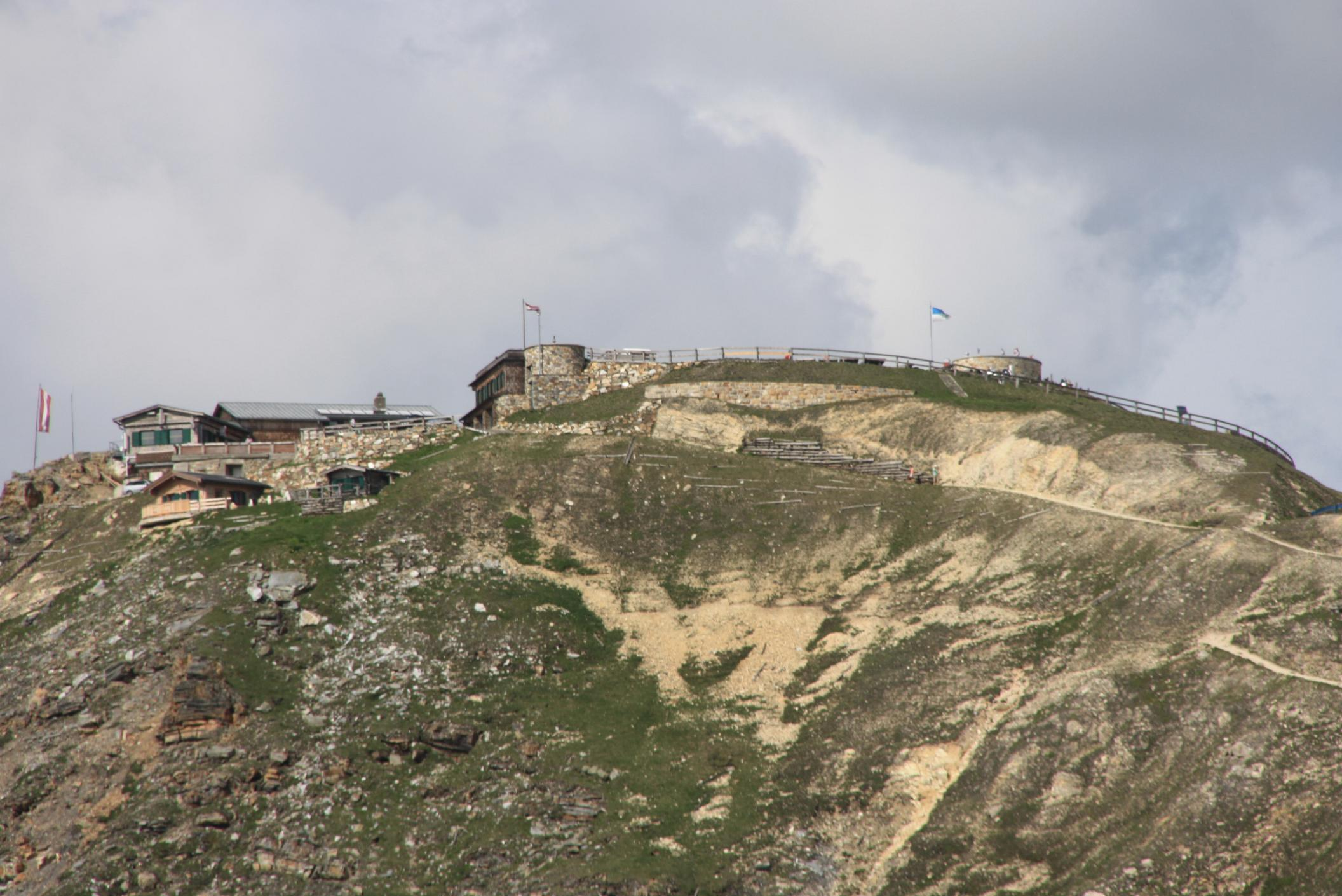

47°7′25.32″N 12°49′52.37″E / 47.1237000°N 12.8312139°E
埃德爾魏斯峰（德語：Edelweißspitze），是奧地利的山峰，位於該國中部，由薩爾茨堡州負責管轄，屬於格洛克納山脈的一部分，海拔高度2,572米，每年平均降雨量2,160毫米。